# Liga Mexicana del Pacífico 1985-86
La Temporada 1985-86 de la Liga Mexicana del Pacífico fue la 28.ª edición, llevó el nombre de Antonio Toledo Corro y comenzó el 5 de octubre de 1985.
En esta temporada se lanzaron dos juegos sin hit ni carrera.
La temporada finalizó el 28 de enero de 1986, con la coronación de los Águilas de Mexicali al vencer 4-2 en serie final a los Tomateros de Culiacán.

## Sistema de competencia

### Temporada regular
La temporada regular se dividió en dos vueltas, abarcando un total de 74 juegos a disputarse para cada uno de los diez clubes. Al término de cada mitad, se asigna un puntaje que va de 1 a 5 puntos en forma ascendente, según la clasificación (standing) general de cada club. El equipo con mayor puntaje se denomina campeón del rol regular. A continuación se muestra la distribución de dicho puntaje:
- Primera posición: 5 puntos
- Segunda: 4 puntos
- Tercera: 3 puntos
- Cuarta: 2 puntos
- Quinta: 1 puntos

### Postemporada
Tras el término de la temporada regular, los ocho equipos con mayor puntaje sobre la base de las dos vueltas de la temporada regular pasan a la etapa denominada postemporada (Play-offs) donde deben ganar 5 de 9 juegos para avanzar. De esta manera, el cuarto se enfrenta como visitante al segundo del standing en una serie, mientras que el primero y el tercero hacen lo mismo a su vez.

### Semifinal
Para la etapa de semifinales, los equipos que ganen la serie del primer play-offs se enfrentan en una serie de nueve juegos donde deben ganar cinco para avanzar a la final.

### Final
Se da entre los equipos que ganaron en la etapa de Semifinal, a ganar 4 de 7 juegos.

## Calendario
- Número de Juegos: 74 juegos

## Datos Sobresalientes
- Ray Chadwick, lanza un juego sin hit ni carrera el 12 de noviembre de 1985, con los Potros de Tijuana en contra de Yaquis de Ciudad Obregón, siendo el número 26 de la historia de la LMP.

- Kent Angulo, lanza un juego sin hit ni carrera el 7 de diciembre de 1985, con los Ostioneros de Guaymas en contra de Naranjeros de Hermosillo, siendo el número 27 de la historia de la LMP.

## Equipos participantes
| Liga Mexicana del Pacífico 1985-86 |                          |           |             |                           |                          |           |
| Zona                               | Equipo                   | Fundación | Mánager     | Ciudad                    | Estadio                  | Capacidad |
| Norte                              | Águilas de Mexicali      | 1948      | Por definir | Mexicali, Baja California | Nido de los Águilas      | 9,000     |
| Norte                              | Naranjeros de Hermosillo | 1944      | Por definir | Hermosillo, Sonora        | Héctor Espino            | 10,000    |
| Norte                              | Ostioneros de Guaymas    | 1945      | Por definir | Guaymas, Sonora           | "Abelardo L. Rodríguez"  | 5,000     |
| Norte                              | Potros de Tijuana        | 1948      | Por definir | Tijuana, Baja California  | Cerro Colorado           | 10,000    |
| Norte                              | Yaquis de Ciudad Obregón | 1947      | Por definir | Ciudad Obregón, Sonora    | Tomás Oroz Gaytán        | 10,000    |
| Sur                                | Algodoneros de Guasave   | 1970      | Por definir | Guasave, Sinaloa          | Francisco Carranza Limón | 8,000     |
| Sur                                | Cañeros de Los Mochis    | 1947      | Por definir | Los Mochis, Sinaloa       | Emilio Ibarra Almada     | 6,000     |
| Sur                                | Mayos de Navojoa         | 1950      | Por definir | Navojoa, Sonora           | Manuel Ciclón Echeverría | 8,000     |
| Sur                                | Tomateros de Culiacán    | 1965      | Por definir | Culiacán, Sinaloa         | General Ángel Flores     | 10,000    |
| Sur                                | Venados de Mazatlán      | 1945      | Por definir | Mazatlán, Sinaloa         | Teodoro Mariscal         | 6,000     |

## Standings

### Primera Vuelta
| Zona Norte               | Zona Norte | Zona Norte | Zona Norte | Zona Norte | Zona Norte | Zona Norte | Zona Norte |
| Equipo                   | JJ         | JG         | JP         | JE         | PCT        | JV         | PTS        |
| ------------------------ | ---------- | ---------- | ---------- | ---------- | ---------- | ---------- | ---------- |
| Ostioneros de Guaymas    | 38         | 24         | 13         | 1          | .649       | -          | 5          |
| Águilas de Mexicali      | 38         | 18         | 18         | 2          | .500       | 5.5        | 4          |
| Potros de Tijuana        | 38         | 18         | 19         | 1          | .486       | 6.0        | 3          |
| Yaquis de Ciudad Obregón | 38         | 16         | 22         | -          | .421       | 8.5        | 2          |
| Naranjeros de Hermosillo | 38         | 13         | 24         | 1          | .351       | 11.0       | 1          |

| Zona Sur               | Zona Sur | Zona Sur | Zona Sur | Zona Sur | Zona Sur | Zona Sur | Zona Sur |
| Equipo                 | JJ       | JG       | JP       | JE       | PCT      | JV       | PTS      |
| ---------------------- | -------- | -------- | -------- | -------- | -------- | -------- | -------- |
| Venados de Mazatlán    | 38       | 22       | 14       | 2        | .611     | -        | 5        |
| Tomateros de Culiacán  | 36       | 19       | 14       | 3        | .576     | 1.5      | 4        |
| Algodoneros de Guasave | 38       | 17       | 18       | 3        | .486     | 4.5      | 3        |
| Cañeros de Los Mochis  | 36       | 17       | 18       | 1        | .486     | 4.5      | 2        |
| Mayos de Navojoa       | 38       | 17       | 21       | -        | .447     | 6.0      | 1        |

### Segunda vuelta
| Zona Norte               | Zona Norte | Zona Norte | Zona Norte | Zona Norte | Zona Norte | Zona Norte | Zona Norte |
| Equipo                   | JJ         | JG         | JP         | JE         | PCT        | JV         | PTS        |
| ------------------------ | ---------- | ---------- | ---------- | ---------- | ---------- | ---------- | ---------- |
| Ostioneros de Guaymas    | 36         | 21         | 14         | 1          | .600       | -          | 5          |
| Águilas de Mexicali      | 36         | 21         | 14         | 1          | .600       | -          | 4          |
| Potros de Tijuana        | 34         | 19         | 15         | -          | .559       | 1.5        | 3          |
| Naranjeros de Hermosillo | 36         | 20         | 16         | -          | .556       | 1.5        | 2          |
| Yaquis de Ciudad Obregón | 36         | 15         | 20         | 1          | .429       | 6.0        | 1          |

| Zona Sur               | Zona Sur | Zona Sur | Zona Sur | Zona Sur | Zona Sur | Zona Sur | Zona Sur |
| Equipo                 | JJ       | JG       | JP       | JE       | PCT      | JV       | PTS      |
| ---------------------- | -------- | -------- | -------- | -------- | -------- | -------- | -------- |
| Cañeros de Los Mochis  | 36       | 21       | 14       | 1        | .600     | -        | 5        |
| Algodoneros de Guasave | 35       | 19       | 16       | -        | .543     | 2.0      | 4        |
| Tomateros de Culiacán  | 35       | 15       | 20       | -        | .429     | 6.0      | 3        |
| Venados de Mazatlán    | 36       | 15       | 21       | -        | .417     | 6.5      | 2        |
| Mayos de Navojoa       | 36       | 10       | 26       | -        | .278     | 11.5     | 1        |

### General
| Zona Norte               | Zona Norte | Zona Norte | Zona Norte | Zona Norte | Zona Norte | Zona Norte | Zona Norte |
| Equipo                   | JJ         | JG         | JP         | JE         | PCT        | JV         | PTS        |
| ------------------------ | ---------- | ---------- | ---------- | ---------- | ---------- | ---------- | ---------- |
| Ostioneros de Guaymas    | 74         | 45         | 27         | 2          | .625       | -          | 10         |
| Águilas de Mexicali      | 74         | 39         | 32         | 3          | .549       | 5.5        | 8          |
| Potros de Tijuana        | 72         | 37         | 34         | 1          | .521       | 7.5        | 6          |
| Naranjeros de Hermosillo | 74         | 33         | 40         | 1          | .452       | 12.5       | 3          |
| Yaquis de Ciudad Obregón | 74         | 31         | 42         | 1          | .425       | 14.5       | 3          |

| Zona Sur               | Zona Sur | Zona Sur | Zona Sur | Zona Sur | Zona Sur | Zona Sur | Zona Sur |
| Equipo                 | JJ       | JG       | JP       | JE       | PCT      | JV       | PTS      |
| ---------------------- | -------- | -------- | -------- | -------- | -------- | -------- | -------- |
| Cañeros de Los Mochis  | 72       | 38       | 32       | 2        | .543     | -        | 7        |
| Algodoneros de Guasave | 73       | 36       | 34       | 3        | .514     | 2.0      | 7        |
| Venados de Mazatlán    | 74       | 37       | 35       | 2        | .514     | 2.0      | 7        |
| Tomateros de Culiacán  | 71       | 34       | 34       | 3        | .500     | 3.0      | 7        |
| Mayos de Navojoa       | 74       | 27       | 47       | -        | .365     | 13.0     | 2        |

| Avanza a Play-offs |

## Playoffs
|  | Primer Play Off | Primer Play Off | Primer Play Off |          |            | Semifinales | Semifinales | Semifinales |  |          | Final    | Final | Final |  |
|  |                 |                 |                 |          |            |             |             |             |  |          |          |       |       |  |
|  |                 |                 |                 |          |            |             |             |             |  |          |          |       |       |  |
|  | Tijuana         | Tijuana         | 5               |          |            |             |             |             |  |          |          |       |       |  |
|  | Tijuana         | Tijuana         | 5               |          |            |             |             |             |  |          |          |       |       |  |
|  | Guaymas         | Guaymas         | 1               |          |            |             |             |             |  |          |          |       |       |  |
|  | Guaymas         | Guaymas         | 1               |          | Mexicali   | Mexicali    | 5           |             |  |          |          |       |       |  |
|  |                 |                 |                 |          | Mexicali   | Mexicali    | 5           |             |  |          |          |       |       |  |
|  |                 |                 | Tijuana         | Tijuana  | 3          |             |             |             |  |          |          |       |       |  |
|  | Hermosillo      | Hermosillo      | Tijuana         | Tijuana  | 3          | 2           |             |             |  |          |          |       |       |  |
|  | Hermosillo      | Hermosillo      |                 |          |            |             |             |             |  |          |          |       |       |  |
|  | Mexicali        | Mexicali        | 5               |          |            |             |             |             |  |          |          |       |       |  |
|  | Mexicali        | Mexicali        | 5               |          |            |             |             |             |  | Mexicali | Mexicali | 4     |       |  |
|  |                 |                 |                 |          |            |             |             |             |  | Mexicali | Mexicali | 4     |       |  |
|  |                 |                 | Culiacán        | Culiacán | 2          |             |             |             |  |          |          |       |       |  |
|  | Mazatlán        | Mazatlán        | Culiacán        | Culiacán | 2          | 2           |             |             |  |          |          |       |       |  |
|  | Mazatlán        | Mazatlán        |                 |          |            |             |             |             |  |          |          |       |       |  |
|  | Los Mochis      | Los Mochis      | 5               |          |            |             |             |             |  |          |          |       |       |  |
|  | Los Mochis      | Los Mochis      | 5               |          | Los Mochis | Los Mochis  | 2           |             |  |          |          |       |       |  |
|  |                 |                 |                 |          | Los Mochis | Los Mochis  | 2           |             |  |          |          |       |       |  |
|  |                 |                 | Culiacán        | Culiacán | 5          |             |             |             |  |          |          |       |       |  |
|  | Culiacán        | Culiacán        | Culiacán        | Culiacán | 5          | 5           |             |             |  |          |          |       |       |  |
|  | Culiacán        | Culiacán        |                 |          |            |             |             |             |  |          |          |       |       |  |
|  | Guasave         | Guasave         | 2               |          |            |             |             |             |  |          |          |       |       |  |
|  | Guasave         | Guasave         | 2               |          |            |             |             |             |  |          |          |       |       |  |
|  |                 |                 |                 |          |            |             |             |             |  |          |          |       |       |  |

### Primer Play-off
| Zona Norte               | Zona Norte | Zona Norte | Zona Norte | Zona Norte | Zona Norte |
| Equipo                   | JJ         | JG         | JP         | PCT        | JV         |
| ------------------------ | ---------- | ---------- | ---------- | ---------- | ---------- |
| Potros de Tijuana        | 6          | 5          | 1          | .833       | -          |
| Águilas de Mexicali      | 7          | 5          | 2          | .714       | -          |
| Naranjeros de Hermosillo | 7          | 2          | 5          | .286       | 3.0        |
| Ostioneros de Guaymas    | 6          | 1          | 5          | .167       | 4.0        |

| Zona Sur               | Zona Sur | Zona Sur | Zona Sur | Zona Sur | Zona Sur |
| Equipo                 | JJ       | JG       | JP       | PCT      | JV       |
| ---------------------- | -------- | -------- | -------- | -------- | -------- |
| Tomateros de Culiacán  | 7        | 5        | 2        | .714     | -        |
| Cañeros de Los Mochis  | 7        | 5        | 2        | .714     | -        |
| Algodoneros de Guasave | 7        | 2        | 5        | .286     | 3.0      |
| Venados de Mazatlán    | 7        | 2        | 5        | .286     | 3.0      |

| Avanza a semifinal |

### Semifinal
| Zona Norte          | Zona Norte | Zona Norte | Zona Norte | Zona Norte | Zona Norte |
| Equipo              | JJ         | JG         | JP         | PCT        | JV         |
| ------------------- | ---------- | ---------- | ---------- | ---------- | ---------- |
| Águilas de Mexicali | 8          | 5          | 3          | .625       | -          |
| Potros de Tijuana   | 8          | 3          | 5          | .375       | 2.0        |

| Zona Sur              | Zona Sur | Zona Sur | Zona Sur | Zona Sur | Zona Sur |
| Equipo                | JJ       | JG       | JP       | PCT      | JV       |
| --------------------- | -------- | -------- | -------- | -------- | -------- |
| Tomateros de Culiacán | 7        | 5        | 2        | .714     | -        |
| Cañeros de Los Mochis | 7        | 2        | 5        | .286     | 3.0      |

| Avanza a la final |

## Final
| Equipos               | JJ | JG | JP | PCT  | JV  |
| --------------------- | -- | -- | -- | ---- | --- |
| Águilas de Mexicali   | 6  | 4  | 2  | .667 | -   |
| Tomateros de Culiacán | 6  | 2  | 4  | .333 | 2.0 |

| Campeón |

## Cuadro de honor
| Equipos                  | Posición   |
| ------------------------ | ---------- |
| Águilas de Mexicali      | Campeón    |
| Tomateros de Culiacán    | Subcampeón |
| Potros de Tijuana        | 3° Lugar   |
| Cañeros de Los Mochis    | 4° Lugar   |
| Algodoneros de Guasave   | 5° Lugar   |
| Venados de Mazatlán      | 6° Lugar   |
| Naranjeros de Hermosillo | 7° Lugar   |
| Ostioneros de Guaymas    | 8° Lugar   |
| Yaquis de Ciudad Obregón | 9° Lugar   |
| Mayos de Navojoa         | 10° Lugar  |

## Designaciones
A continuación se muestran a los jugadores más valiosos de la temporada.
| Designación         | Ganador                            | Equipo                               |
| ------------------- | ---------------------------------- | ------------------------------------ |
| Jugador Más Valioso | Jim Leopold                        | Águilas de Mexicali                  |
| Pitcher del Año     | Guillermo Valenzuela               | Cañeros de Los Mochis                |
| Novato del año      | Luis Alberto Peña Martín Hernández | Mayos de Navojoa Venados de Mazatlán |
| Mánager del Año     | Benjamín Reyes                     | Águilas de Mexicali                  |
| Mánager Campeón     | Benjamín Reyes                     | Águilas de Mexicali                  |
| Campeón de Bateo    | Eddie Bronson                      | Yaquis de Ciudad Obregón             |
| Campeón de Pitcheo  | Félix Tejeda                       | Ostioneros de Guaymas                |